# Stašov (ort i Tjeckien, Pardubice)
Stašov är en ort i Tjeckien.   Den ligger i regionen Pardubice, i den östra delen av landet, 150 km öster om huvudstaden Prag. Stašov ligger 582 meter över havet och antalet invånare är 250.
Terrängen runt Stašov är huvudsakligen platt, men söderut är den kuperad.Runt Stašov är det ganska glesbefolkat, med 34 invånare per kvadratkilometer. Närmaste större samhälle är Svitavy, 11,5 km nordost om Stašov. Trakten runt Stašov består till största delen av jordbruksmark.